# Dutch Mantel
Wayne Maurice Keown (29 de novembro de 1949) é um lutador aposentado, manager de luta livre profissional e autor estadunidense, mais conhecido como Dutch Mantel ou Dutch Mantell. Ele atualmente trabalha para a promoção Total Nonstop Action Wrestling, mas também já teve passagens na WWE, onde era chamado de Zeb Colter, gerenciando Jack Swagger, Cesaro e Alberto Del Rio, além de ser veterano da Guerra do Vietnã.

## No wrestling
- Movimentos de finalização
  - Tennessee Chainsaw (Scoop slam piledriver)
- Lutadores de quem foi manager
  - Justin Bradshaw
  - Steve Corino
  - Eli e Jacob Blu
  - The Undertaker
  - Sting
  - Ultimate Warrior
  - Kane
  - Jack Swagger
  - Antonio Cesaro
  - Alberto Del Rio
- Managers
  - Downtown Bruno[8]
- Temas de entrada
  - "Get On Your Knees" por Age Against The Machine[9](11 de fevereiro de 2013—23 de fevereiro de 2013; enquanto manager de Jack Swagger)[10]
  - "Patriot" por Jim Johnston (23 de fevereiro de 2013—1 de dezembro de 2014; enquanto manager de Antonio Cesaro e Jack Swagger)
  - "Realeza (v.2)" por Mariachi Real de Mexico e Jim Johnston (25 de outubro de 2015–Janeiro de 2016; enquanto manager de Alberto Del Rio)

## Títulos e prêmios
- Dyersburg Championship Wrestling
  - DCW Heavyweight Championship (1 vez)[11]
- Georgia Championship Wrestling
  - NWA Georgia Junior Heavyweight Championship (1 vez)
- Global Wrestling Federation
  - GWF Tag Team Championship (1 vez) – com Black Bart
- Hoosier Pro Wrestling
  - HPW Heavyweight Championship (1 vez)
- Mid-South Wrestling Association
  - Mid-South Television Championship (1 vez)
- Mid-South Wrestling Association
  - MSWA Tennessee Heavyweight Championship (1 vez)[11]
- NWA Mid-America / Continental Wrestling Association
  - AWA Southern Heavyweight Championship (5 vezes)
  - AWA Southern Tag Team Championship (3 vezes) – com Bill Dundee (1), Koko Ware (1) e Tommy Rich (1)
  - CWA Heavyweight Championship (3 vezes)
  - CWA International Heavyweight Championship (2 vezes)
  - CWA World Tag Team Championship (2 vezes) – com Austin Idol
  - NWA Mid-America Heavyweight Championship (12 vezes)
  - NWA Mid-America Tag Team Championship (2 vezes) – com Gypsy Joe (1) e Ken Lucas (1)
  - NWA Mid-America Television Championship (1 vez)
  - NWA Southern Tag Team Championship (Versão meio-Americana) (1 vez) – com David Schultz
  - NWA Tennessee Tag Team Championship (2 vezes) – com John Foley
- Southeastern Championship Wrestling / Continental Championship Wrestling
  - NWA Southeastern Continental Heavyweight Championship (1 vez)
  - NWA Southeastern Heavyweight Championship (Divisão Nortista) (1 vez)
  - NWA Southeastern Television Championship (1 vez)
- United States Wrestling Association
  - USWA Unified World Heavyweight Championship (1 vez)
- World Wrestling Council
  - WWC North American Tag Team Championship (4 vezes) – com Wayne Farris (1) e Frankie Laine (3)
  - WWC Universal Heavyweight Championship (1 vez)
  - WWC World Tag Team Championship (1 vez) – com Bouncer Bruno